# Metahelotella bouchardi
Metahelotella bouchardi is een keversoort uit de familie Helotidae. De wetenschappelijke naam van de soort is voor het eerst geldig gepubliceerd in 1897 door Ritsema.